# Open Doors
Open Doors är en fristående missionsorganisation som stödjer förföljda kristna i över 70 länder, där de utsätts för socialt och eller juridiskt förtryck. Organisationen samarbetar med lokala partners för att distribuera biblar och kristen litteratur, ge utbildning och träning samt ge praktiskt stöd och nödhjälpsarbete. Open Doors uttalade målsättning är att öka kunskapen och medvetenheten om förekomsten av förföljelse, mobilisera bön, stöd och aktioner bland kristna runt om i världen. Organisationen har sitt säte i Ermelo, Nederländerna, och är ansluten till Forum of Bible Agencies International.
Open Doors har 25 regionala kontor runt om i världen. Open Doors amerikanska kontor finns i Santa Ana, Kalifornien, och deras svenska kontor finns i Örebro.

## Historik
Open Doors grundades 1955 av Andrew van der Bijl, en holländare som är mest känd under namnet Broder Andrew, då han bestämde sig för att smuggla biblar till diskriminerade kristna i det kommunistiska Polen. Han fortsatte sitt arbete med att smuggla biblar till flera av de Sovjet-kontrollerade länderna i östblocket. 1957 fick han en blå Volkswagen Beetle ("Skalbaggen") som han använde för att leverera biblar i kommunistblocket. Med denna nya bil kunde han få med sig större mängder litteratur. Efter detta fortsatte Open Doors arbete att öka genom olika kontakter i Östeuropa och Sovjetunionen.
Natten den 18 juni 1981 levererade Open Doors en miljon kinesiska biblar till en strand nära staden Shantou i södra Kina, i en operation de kallade Projekt Pearl. Projektet genomfördes av en internationell grupp på 20 personer ledda av Broder David. En halvt nedsänkbar 45 meter lång pråm kallad Gabriel lastades med 232 vattentäta en-tons paket innehållande en miljon kinesiska biblar. En 30-meters bogserbåt med namnet Michael bogserade pråmen Gabriel till stranden kryssande mellan ett stort antal ankrade fartyg från den kinesiska flottan. Gruppen anlände till stranden vid 21-tiden, där 10 000 kineser hade samlats för att ta emot biblarna och sedan distribuera dem i Kina. Time magazine beskrev Projekt Pearl som "... en anmärkningsvärd insats ... den största operationen av sitt slag i Kinas historia".
1988 tillvaratog Open Doors möjligheterna som öppnade sig genom Glasnost att öppet förse den Ryska ortodoxa kyrkan med en miljon ryska biblar, till en kostnad av 2,5 miljoner dollar. Open Doors samarbetade med United bible Societies för att fullborda uppgiften inom drygt ett år.
2010 samlade Open Doors in 428 856 underskrifter från över 70 olika länder till Open Door's "Rätten att tro"-petition, som säger "Ja" till religionsfrihet och "Nej" till FN:s Defamation of Religions Resolution (en resolution som ger länder rätt att inskränka yttrandefrihet för sådant som anses vara hädelse). Petitionen presenterades för FN i New York i december 2010.
Under 2015 levererade Open Doors och dess regionskontor 3 miljoner biblar och annan litteratur, och gav hjälp till 239 164 personer.

### Open Doors i Sverige
Open Doors svenska gren bildades 2008 och har sitt huvudkontor i Örebro. I september 2018 uppmärksammades 10-årsjubileet med en konferens i Örebro som samlade cirka 1 200 deltagare. På konferensen medverkade bland annat förföljda kristna från Etiopien och Syrien.

### World Watch List
Open Doors publicerar sedan 1993 årligen en World Watch List (WWL) som rangordnar allvarlighetsgraden av den förföljelse som kristna utsätts för när de utövar sin tro. WWL är baserad på ett utvärderingsinstrument som på ett transparent sätt sammanställer öppet tillgänglig information. Länder rangordnas på en skala från 0 till 100 beroende på graden av förföljelse i det kyrkliga livet, i nationen, i samhällslivet, i familjen, i privatlivet samt förekomsten av våld mot kristna. Beroende på poängsumman tilldelas länderna kategorierna "Extrem förföljelse", "Mycket stor förföljelse" samt "Stor förföljelse".
Nedan återfinns 2023 års lista av de 50 högst rankade länderna med avseende på förföljelse av kristna.

Extrem förföljelse
1. Nordkorea
2. Somalia
3. Jemen
4. Eritrea
5. Libyen
6. Nigeria
7. Pakistan
8. Iran
9. Afghanistan
10. Sudan
11. Indien
Mycket stor förföljelse
12. Syrien
13. Saudiarabien
14. Myanmar
15. Maldiverna
16. Kina
17. Mali
18. Irak
19. Algeriet
20. Mauretanien
21. Uzbekistan
22. Colombia
23. Burkina Faso
24. Centralafrikanska republiken
25. Vietnam
26. Turkmenistan
27. Kuba
28. Niger
29. Marocko
30. Bangladesh
31. Laos
32. Moçambique
33. Indonesien
34. Qatar
35. Egypten
36. Tunisien
37. DR Kongo
38. Mexiko
39. Etiopien
40. Bhutan
41. Turkiet
42. Komorerna
43. Malaysia
44. Tadzjikistan
45. Kamerun
46. Brunei
47. Oman
48. Kazakstan
49. Jordanien
50. Nicaragua